# Challenge de France de baseball 2011
Navigation
2009 2012
Le Challenge de France 2011 est la 8e édition de cette compétition réunissant les 8 équipes participant au Championnat de France de baseball Élite.
Il est qualificatif pour la Coupe d'Europe et fait son retour après l'annulation de l'édition 2010. En outre, il se déroule pour la première fois en juillet alors qu'il est traditionnellement disputé en mai. La Fédération française de baseball et softball, après analyse des candidatures, décide d'attribuer l'organisation aux clubs de Rouen et des Andelys au détriment de Boé-Bon-Encontre/Toulouse et de Brévannes/PUC,.
Le Challenge 2011 rend hommage à Yoshio Yoshida, joueur puis manager dans le Championnat professionnel de baseball du Japon, membre du Temple de la renommée du baseball nippon et manager de l'Équipe de France entre 1989 et 1995,.
Les Huskies de Rouen, vainqueurs en 2009 et évoluant à domicile, remportent le titre en battant les Lions de Savigny-sur-Orge 6-4 en finale.

## Formule de la compétition
La compétition se déroule en deux phases.
Dans la 1re partie, les équipes sont réparties en deux poules de quatre. Chaque équipe affronte les 3 autres de sa poule. 
En phase finale, les deux vainqueurs de poule se retrouvent en finale pour se disputer le titre.
Ce format diffère de ceux des éditions précédentes, où les deux premiers de chaque poules se qualifiaient pour des demi-finales croisées.

## Équipes participantes
Ce sont les 8 équipes du Championnat Élite 2011. Elles sont réparties de la façon suivante:
| Equipe    | Ville    |
| --------- | -------- |
| Panthères | Pessac   |
| Huskies   | Rouen    |
| Templiers | Sénart   |
| Tigers    | Toulouse |

| Equipe     | Ville                  |
| ---------- | ---------------------- |
| Cougars    | Montigny-le-Bretonneux |
| Barracudas | Montpellier            |
| PUC        | Paris                  |
| Lions      | Savigny-sur-Orge       |

## Phase de poule

### Poule A
| Date       | Heure | Lieu                   | Recevant | Visiteur | Score  |
| ---------- | ----- | ---------------------- | -------- | -------- | ------ |
| 14 juillet | 11:00 | Terrain Pierre Rolland | Rouen    | Toulouse | 15 - 0 |
| 14 juillet | 14:30 | Terrain Pierre Rolland | Sénart   | Pessac   | 12 - 9 |
| 14 juillet | 18:00 | Terrain Pierre Rolland | Rouen    | Pessac   | 18 - 1 |
| 15 juillet | 11:00 | Terrain Pierre Rolland | Sénart   | Toulouse | 5 - 1  |
| 15 juillet | 14:30 | Terrain Pierre Rolland | Toulouse | Pessac   | 2 - 13 |
| 15 juillet | 18:00 | Terrain Pierre Rolland | Rouen    | Sénart   | 6 - 5  |

| Pl. | Équipe   | J | V | D | %     |
| --- | -------- | - | - | - | ----- |
| 1   | Rouen    | 3 | 3 | 0 | 1,000 |
| 2   | Sénart   | 3 | 2 | 1 | ,667  |
| 3   | Pessac   | 3 | 1 | 2 | ,333  |
| 4   | Toulouse | 3 | 0 | 3 | ,000  |

### Poule B
| Date       | Heure | Lieu            | Recevant    | Visiteur    | Score  |
| ---------- | ----- | --------------- | ----------- | ----------- | ------ |
| 14 juillet | 11:00 | Parc des sports | Savigny     | Montigny    | 7 - 2  |
| 14 juillet | 14:30 | Parc des sports | Montpellier | PUC         | 20 - 2 |
| 14 juillet | 18:00 | Parc des sports | Savigny     | PUC         | 7 - 2  |
| 15 juillet | 11:00 | Parc des sports | Montpellier | Montigny    | 10 - 7 |
| 15 juillet | 14:30 | Parc des sports | Montigny    | PUC         | 4 - 19 |
| 15 juillet | 18:00 | Parc des sports | Savigny     | Montpellier | 13 - 9 |

| Pl. | Équipe      | J | V | D | %     |
| --- | ----------- | - | - | - | ----- |
| 1   | Savigny     | 3 | 3 | 0 | 1,000 |
| 2   | Montpellier | 3 | 2 | 1 | ,667  |
| 3   | PUC         | 3 | 1 | 2 | ,333  |
| 4   | Montigny    | 3 | 0 | 3 | ,000  |

## Phase finale
| Date       | Heure | Lieu                   | Match         | Recevant | Visiteur    | Score |
| ---------- | ----- | ---------------------- | ------------- | -------- | ----------- | ----- |
| 16 juillet | 10:00 | Terrain Pierre Rolland | 1/2 n°1       | Savigny  | Sénart      | 5 - 4 |
| 16 juillet | 14:00 | Terrain Pierre Rolland | 1/2 n°2       | Rouen    | Montpellier | 3 - 1 |
| 17 juillet | 11:00 | Terrain Pierre Rolland | Petite-finale | Sénart   | Montpellier | 2 - 6 |
| 17 juillet | 14:00 | Terrain Pierre Rolland | Finale        | Savigny  | Rouen       | 4 - 6 |

## Classement Final
| Pl. | Équipe                    |
| --- | ------------------------- |
| 1er | Huskies de Rouen          |
| 2e  | Lions de Savigny-sur-Orge |
| 3e  | Barracudas de Montpellier |
| 4   | Templiers de Sénart       |
| =5  | Panthères de Pessac       |
| =5  | Paris UC                  |
| =5  | Cougars de Montigny       |
| =5  | Stade Toulousain Baseball |

## Récompenses individuelles
- Meilleur Frappeur : Joris Bert (Huskies de Rouen)[4]
- Meilleur Lanceur : Owen Ozanich (Huskies de Rouen)
- MVP : Jordan Crystal (Huskies de Rouen)